# San Agustín (Monagas)

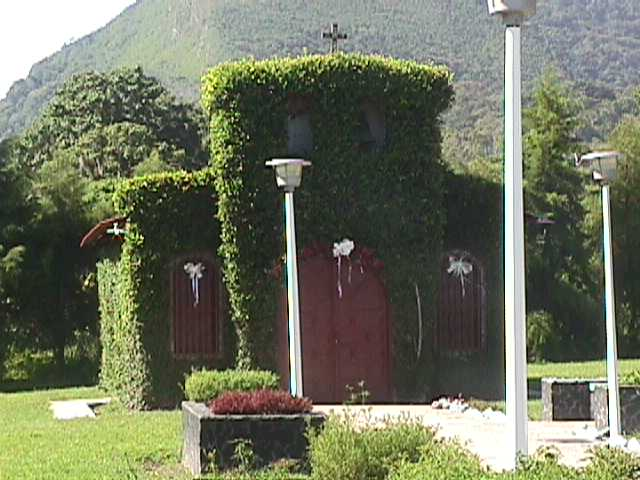
Iglesia de San Agustín

San Agustín es una localidad del municipio Caripe del estado Monagas, Venezuela. Es cabecera de la parroquia San Agustín. Está situada dentro de un valle a 950 metros sobre el nivel del mar, con una temperatura que oscila entre los 18 y 28 °C. Según el censo de 2011, tiene 4.383 habitantes. San Agustín fue nombrada en honor a San Agustín de Hipona, patrono de la localidad. San Agustín es conocida por su iglesia recubierta de hiedra, lo que la convierte en un sitio turístico. 
En la cercanía de San Agustín se localiza la Cueva del Guácharo. 

## Historia
En la época colonial, se encontraba en el lugar una hacienda llamada San Agustín. Con el tiempo, la hacienda fue cambiando de propietarios. Durante la época de la reforma agraria en 1987, la hacienda es repartida entre veinte familias, quienes consolidan el pobladoy pasó a convertirse en parroquia.  
Para el 25 de agosto de 2016, es reinaugurada una cancha deportiva, por el alcalde del Municipio Caripe Ángel Rodríguez.

## Economía
La localidad cuenta con un complejo agropecuario llamado Agroplantas Caripe, donde se cultivan diversas flores y plantas ornamentales, además de hortalizas como zanahoria, lechuga, entre otros. Se suele abrir sus puertas los fines de semana, para que sea visitado por turistas.
Otra actividad de la zona es el turismo, al estar cerca del parque nacional el Guácharo muchos de los transeúntes de los estados vecino de Anzoátegui y Sucre, realizan una escala en el poblado.

## Cultura

### Gastronomía
En el sector La Malvinas de San Agustín, se elabora un tipo de bebida alcohólica llamada Bruja, a base de hierbas y plantas, además de serpientes y víboras con ron.
También se consume mucho la arepa pela y la arepa campeche, que a diferencia de la otra esta se amasa con la cubierta del maíz.

### Leyendas
- La Llorona de San Agustín: se cuenta de una adolescente que había tenido un bebe. Un día de fiesta, 28 de agosto, no encontró con quien dejarlo. Desesperada por ir a la fiesta, mató a su hijo al golpearlo contra una piedra. Luego enloqueció por el error cometido. Desde entonces se escucha el llanto de ella y del bebé en la noche.[4]

### Festividades
- Fiestas patronales de San Agustín: se celebran entre el 28 de agosto y el 2 de septiembre. Se realizan misas, procesiones, novenas en homenaje al santo patrono, elección de las reina de la feria, venta de alimentos y bebidas, presentaciones de grupos musicales, juegos de azar, entre otros.

## Edificaciones y lugares históricos
Iglesia de San Agustín, construida en 1972 y también llamada Templo de hiedras, ya que se encuentra cubierta de enredaderas. Cuenta con una colección de imágenes religiosas.
Cabañas de Bellerman.
Hacienda Boquerón.